# 伊藤圭介 (理学博士)
伊藤 圭介（いとう けいすけ、1803年2月18日〈享和3年1月27日〉 - 1901年〈明治34年〉1月24日）は、幕末から明治期の本草学者・蘭学者・博物学者・医学者。日本初の理学博士。男爵（従四位勲三等）。尾張国名古屋（現愛知県名古屋市）出身。名は舜民、清民。 字は戴堯、圭介。号は錦窠。「雄しべ」「雌しべ」「花粉」という言葉を作った事でも知られる。

## 略歴

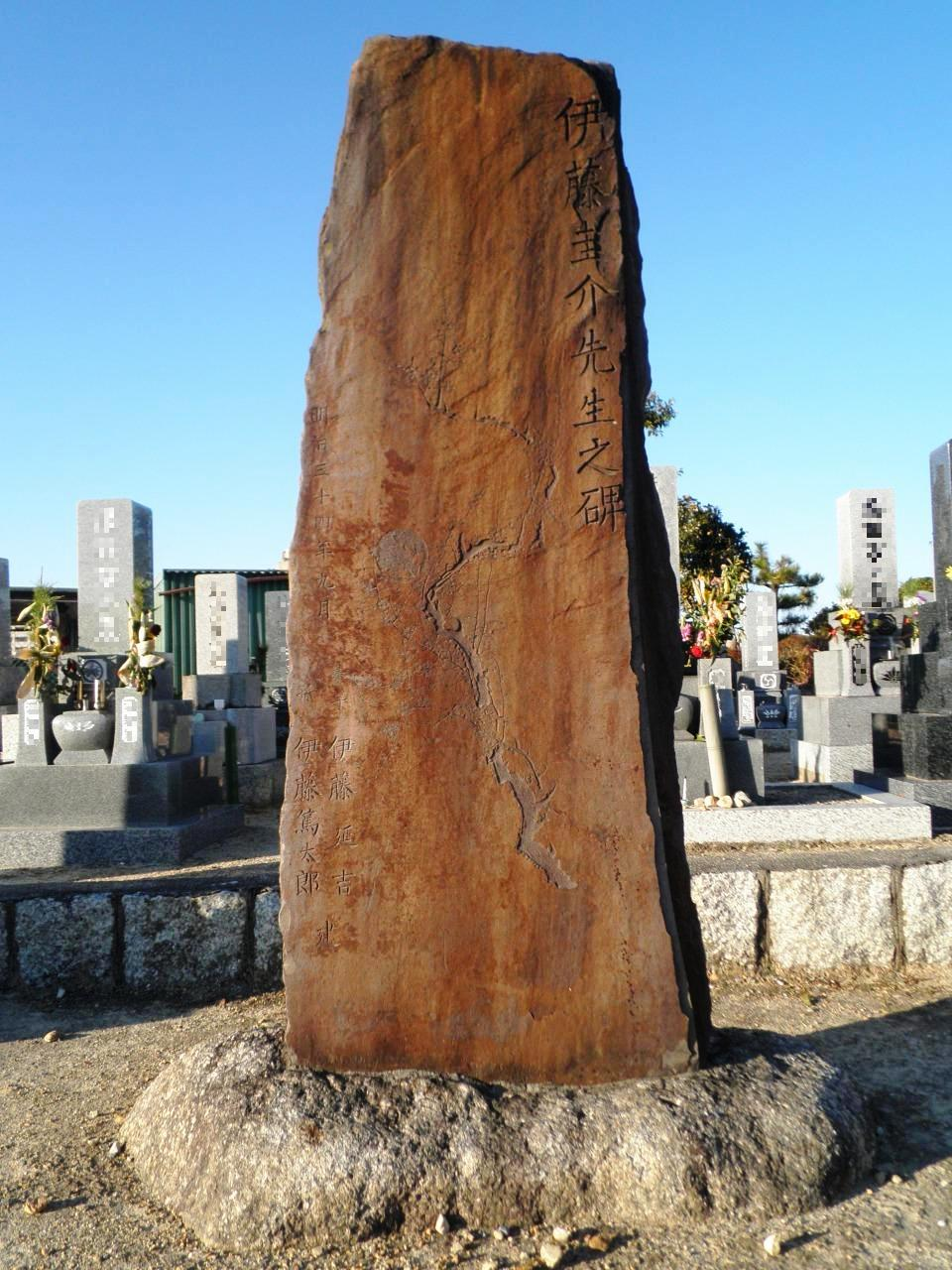
伊藤圭介の碑（愛知県名古屋市千種区平和公園）

- 享和3年（1803年）、町医者の西山玄道の次男として名古屋呉服町に生まれる。
- 文政3年（1820年）、町医の資格を得て開業。
- 文政4年（1821年）、京都に遊学し、藤林泰助より蘭学を学ぶ。
- 文政10年（1827年）、長崎にてシーボルトより本草学を学ぶ。翌年、長崎から名古屋に帰る際にシーボルトよりツンベルク『日本植物誌』を受け取り、文政12年（1829年）に『泰西本草名疏』として翻訳刊行した。
- 嘉永5年（1852年）、尾張藩より種痘法取調を命ぜられる（種痘所）。
- 文久元年（1861年）、幕府の蕃書調所物産所出役に登用される。
- 明治3年（1870年）末、名古屋より東京へ移住して大学出仕、翌年より文部省出仕となった。同14年（1881年）、東京大学教授に任ぜられた（1886年に非職、1889年に非職満期）。同21年（1888年）、日本初の理学博士の一人として学位を受ける。また初代の東京学士会院会員となった。
- 明治34年（1901年）1月24日午前2時、慢性胃腸炎のため[2]数え99歳で永眠。なお22日には、男爵位（華族に被列）とともに、東京帝国大学名誉教授の称号も授けられた[3]。

墓所は谷中天王寺墓地。愛知県名古屋市の平和公園内（光勝院墓域）にも碑が建立されている。

## 栄典
位階
- 1881年（明治14年）9月24日 - 正六位[5]
- 1883年（明治16年）12月5日 - 従五位[5]
- 1889年（明治22年）3月12日 - 正五位[6]
- 1892年（明治25年）7月9日 - 従四位[7]

勲章等
- 1882年（明治15年）6月17日 - 勲五等双光旭日章[5]
- 1887年（明治20年）11月25日 - 勲四等旭日小綬章[8]
- 1901年（明治34年）
  - 1月22日 - 男爵、東京帝国大学名誉教授[3]
  - 1月23日 - 勲三等瑞宝章[9]

## 伊藤圭介にちなむ植物
伊藤の業績を称えてシーボルトらにより献名された日本の植物には有名なものが多い。
- アシタバ（セリ科、Angelica  keiskei）
- イワチドリ（ラン科、Amitostigma  keiskei）
- イワナンテン（ツツジ科、Leucothoe keiskei）
- オオビランジ（ナデシコ科、Silene keiskei）
- シモバシラ（シソ科、Keiskea  japonica）
- スズラン（ユリ科、Convallaria  keiskei）
- ヒカゲツツジ（ツツジ科、Rhododendron keiskei）
- マルバスミレ(スミレ科、Viola keiskei)
- ユキワリイチゲ（キンポウゲ科、Anemone keiskeana）

など。

## 伊藤文庫
伊藤文庫は伊藤圭介が収集した本草学に関する書籍コレクション。伊藤圭介文庫とも。伊藤圭介およびその孫の篤太郎より1944年に国立国会図書館が購入した。カール・ツンベルクの『日本植物誌』（1784年）、それを元に圭介が著した『泰西本草名疏』（1829年）、森立之・服部雪斎の『華鳥譜』（1861年）など、約2000冊を数える。蔵書には「尾張伊藤圭介之記」「九十一翁」等の蔵書印が押印されている。国立国会図書館のほか、名古屋大学図書館、名古屋市東山植物園などに見ることが出来る。

## 著書
- 国立情報学研究所収録著書 国立情報学研究所

## 論文
- 国立情報学研究所収録論文 国立情報学研究所

## 親族
- 父：西山玄道 - 尾張藩町医。
- 母：後妻：たき（恵祥） - 野間利貞四女[12]。嘉永5年12月12日（1853年）86歳で没[13]。
  - 兄：大河内存真 - 尾張藩奥医師。
  - 姉：きい（待十） - 藩士鈴木小兵衛妻。明治25年（1892年）11月25日没。和歌を嗜んだ[14]。
  - 弟：川瀬与兵衛（弥三郎）[15]
- 先妻：嘉寿能（祖父江村吉川旦妹、文政8年（1825年）2月結婚、天保11年（1840年）11月3日没）[14]
  - 長女：隆（文政9年（1826年）3月20日 - 天保9年（1838年）8月13日）[14]
  - 次女：秀（文政12年（1829年）7月12日 - 天保10年（1839年）12月20日）[14]
  - 三女：貞（定、天保4年（1833年）4月24日 - 弘化4年（1847年）5月11日）[14]
  - 長男：哲太郎（圭造、清哲、天保6年（1835年）4月28日 - 安政4年（1857年）9月14日）[14] ‐ 早世
  - 四女：多喜（天保8年（1837年）6月25日 - 安政3年（1856年）11月27日）[14]
- 後妻：貞（佐屋村佐藤市郎左衛門長女、文化13年（1816年） - 明治13年（1880年）7月24日）[14]。
  - 次男：廉次郎（嘉永3年（1850年） - 同年9月26日）[14] ‐ 早世
  - 三男：謙三郎（謙、植物学者、嘉永4年（1851年）12月 - 明治12年（1879年）8月26日）[14] ‐ 早世
  - 五女：小春（嘉永5年（1852年） - 明治13年（1880年））[14]
    - 婿養子：延吉（医学者、名古屋中野喜兵衛三男）[14]
    - 孫：篤太郎（植物学者）[14]

  - 六女：梅（控訴院判事犬飼厳麿妻）[14]
  - 四男：恭四郎[14]（安政元年（1854年） - 明治45年（1912年）5月17日）‐ 本家相続[16]
    - 孫：秀雄（岐阜高等農林学校教授、恭四郎長男）[14]
    - 養嗣子・孫：一郎（貴族院男爵議員、恭四郎二男）[16]
- 義兄・西山春成 ‐ 西山玄道の養嗣子。子に西山尚義